# 澳門財富中心

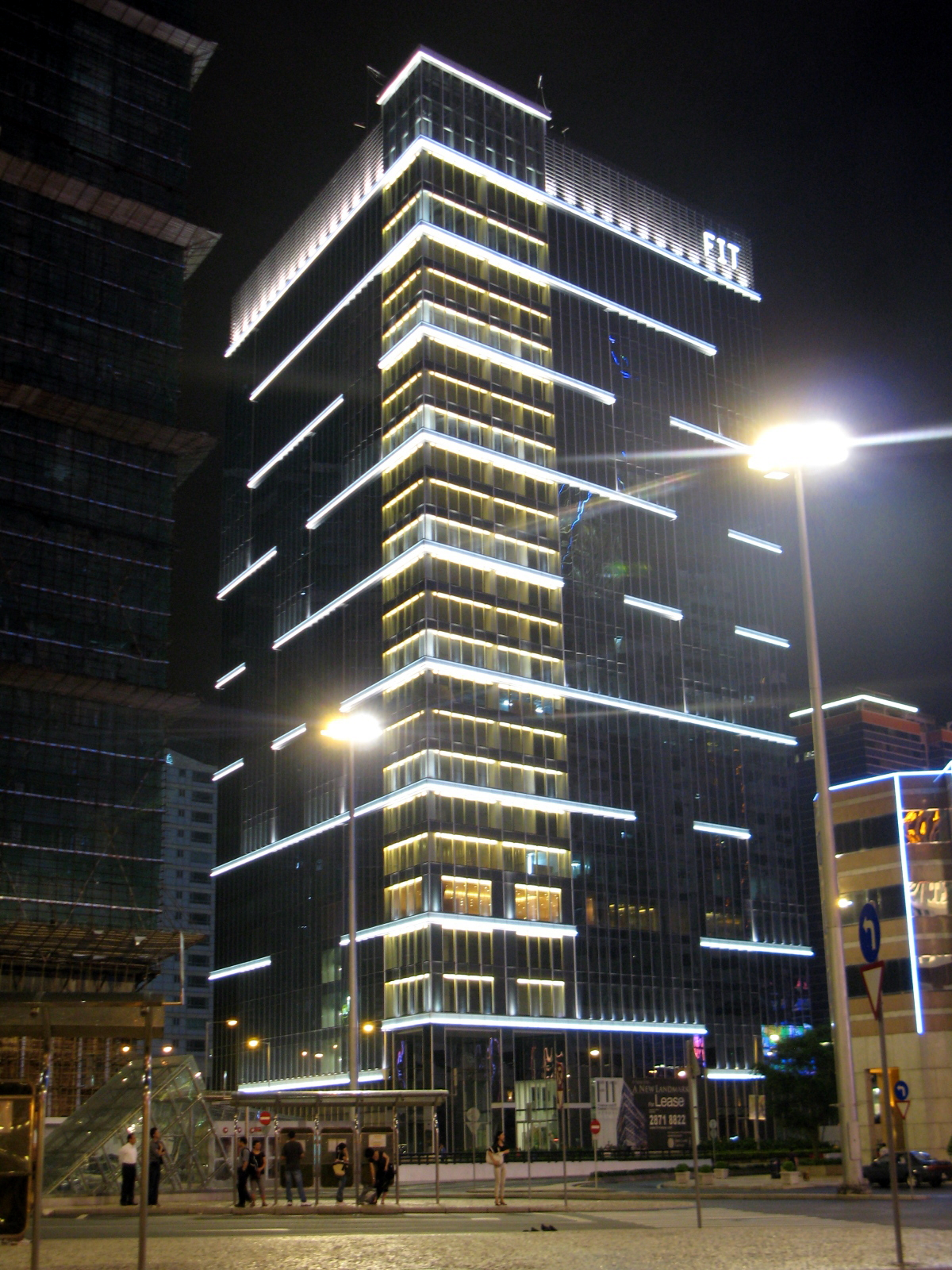
晚上的澳門財富中心

澳門財富中心（英文：Finance and IT Centre of Macau，簡稱FIT Centre Macau）位於澳門商業中心區，毗鄰亞馬喇前地及南灣湖，前身是羊城商業中心，於2007年12月改建為現時規模，並改名為現時名稱，是一幢高24層的甲級金融及資訊科技商業大廈，由世界知名建築師巴馬丹拿集團設計，以雙層隔音隔熱玻璃作大廈幕牆，配備光纖網絡接收系統。

## 設施
澳門財富中心的地下至3樓提供12個舖位，設於4樓的豪華會所面積達到12,000平方呎，而6至21樓則提供合共163個寫字樓單位，建築面積由1,055至22,466平方呎不等，地庫一至三樓設有300個車位的停車場。中心配備完善設施，包括商務中心、數據中心及四個展覽廳。

## 入駐用户
目前主要入駐用户有，立橋銀行總行，招商永隆銀行澳門分行，銀葵醫院等

## 主要景點
中心附近的甲級商廈有中國銀行澳門分行大廈以及友邦廣場（AIA Tower）等，而豪華住宅則有壹號湖畔及湖景豪庭。酒店及娛樂設施則有永利澳門、星際酒店、新麗華酒店、英皇娛樂酒店、葡京及新葡京等。

## 外部連結
- 澳門財富中心網站